# Roland V. Libonati
Roland Victor Libonati (* 29. Dezember 1900 in Chicago, Illinois; † 30. Mai 1991 ebenda) war ein US-amerikanischer Politiker. Zwischen 1957 und 1965 vertrat er den Bundesstaat Illinois im US-Repräsentantenhaus.

## Werdegang
Roland Libonati besuchte bis 1918 das Lewin Institute und nahm danach als Leutnant der US Army an der Endphase des Ersten Weltkrieges teil. Anschließend studierte er bis 1921 an der University of Michigan. Nach einem Jurastudium an der Northwestern University und seiner 1924 erfolgten Zulassung als Rechtsanwalt begann er in Chicago in diesem Beruf zu arbeiten. Gleichzeitig schlug er als Mitglied der Demokratischen Partei eine politische Laufbahn ein. Zwischen 1930 und 1934 sowie nochmals von 1940 bis 1942 gehörte er dem Repräsentantenhaus von Illinois an. In den Jahren 1942 bis 1947 saß er im Staatssenat. Libonati gründete und leitete das American Boy’s Camp, eine Einrichtung für mittellose Kinder in Coloma (Wisconsin).
Nach dem Tod des Abgeordneten James Bowler wurde Libonati bei der fälligen Nachwahl für den siebten Sitz von Illinois als dessen Nachfolger in das US-Repräsentantenhaus in Washington, D.C. gewählt, wo er am 31. Dezember 1957 sein neues Mandat antrat. Nach drei Wiederwahlen konnte er bis zum 3. Januar 1965 im Kongress verbleiben. In diese Zeit fielen unter anderem der Beginn des Vietnamkrieges und die Bürgerrechtsbewegung.
1964 verzichtete Roland Libonati auf eine weitere Kandidatur. Nach dem Ende seiner Zeit im US-Repräsentantenhaus praktizierte er wieder als Anwalt. Er starb am 30. Mai 1991.